# Kambaldaïta
La kambaldaïta, NaNi₄(CO₃)₃(OH)₃(H₂O)₃, és un molt rar mineral de sodi i níquel, descrit a partir de material gossan associat amb dipòsits de mineral de níquel a Kambalda (Austràlia), on va ser descrita per primera vegada l'any 1985, al jaciment Otter Shoot. La Kambaldaïta cristal·litza en el sistema hexagonal, és de color verd clar a blau i forma incrustacions mamelonars o en forma de drusa a la matriu. També se n'ha trobat a la vall del riu Inn (Àustria), i a Minas Gerais (Brasil).
Segons la classificació de Nickel-Strunz, la kambaldaïta pertany a «05.DA: Carbonats amb anions addicionals, amb H₂O, amb cations de mida mitjana» juntament amb els següents minerals: dypingita, giorgiosita, hidromagnesita, widgiemoolthalita, artinita, indigirita, clorartinita, otwayita, zaratita, cal·laghanita, claraïta, hidroscarbroita, scarbroita, caresita, quintinita, charmarita, stichtita-2H, brugnatellita, clormagaluminita, hidrotalcita-2H, piroaurita-2H, zaccagnaita, comblainita, desautelsita, hidrotalcita, piroaurita, reevesita, stichtita i takovita.
La kambaldaïta es forma a partir d'un procés similar al desgast a la intempèrie d'altres minerals sulfurosos que formen carbonats. Els minerals de sulfur que acostumen a sofrir aquest procés són: pentlandita, violarita, mil·lerita i, rarament també, niquelina. La kambaldaïta s'associa amb: goetita, malaquita, annabergita, gaspeita i magnesita.